# Новоникольский сельский округ (Кызылжарский район)
Новоникольский сельский округ (каз. Новоникольск ауылдық округі) — административная единица в составе Кызылжарского района Северо-Казахстанской области Казахстана. Административный центр — село Новоникольское. Аким — Захарова Елена Ивановна.
Население — 1798 человек (2009, 1891 в 1999, 1866 в 1989).

## География
Расстояние до областного центра — 53 км, до районного центра — 40 км.
Полезные ископаемые — строительный песок и глина.
Водные ресурсы — река Ишим, старица, озёра площадью 1568 га.

## Образование
в округе функционирует 2 школы: Новоникольская средняя школа, Новоалександровская начальная школа. Имеются мини — центры для детей дошкольного возраста. В селе Новоникольское работает детский сад «Ажар» на 75 мест.

## Здравоохранение
В округе функционируют 2 медицинских пункта и 1 врачебная амбулатория. В амбулатории также обслуживается население из Рассветского сельского округа. Имеется автомобиль скорой помощи.

## Спорт
В селе Новоникольское функционирует Дворец спорта «Энергия» с плавательным бассейном, тренажерным и игровым залами, хоккейный корт, оборудован спортзал при средней школе. В крытом хоккейном корте села Новоникольское проходят тренировки по хоккею для разных возрастных групп, по шорт-треку, открыт прокат коньков. Организован подвоз школьников из других сел округа для катания на крытом ледовом корте и занятию спортом в физкультурном комплексе. Работают секции по гиревому спорту, плаванию, волейболу, баскетболу, легкой атлетике, лыжам, спортивному ориентированию.

## Культура
В селе Новоникольское работает Дом культуры, в селе Новоалександровка и в селе Трудовое — сельские клубы. Функционирует детский танцевальный коллектив «Зажигалки», молодёжная вокальная группа «Лира», Новоникольский хор народной песни, ансамбль ложкарей «Забава». В Доме культуры работает библиотека.
В Новоникольском сельском округе в 1998 году построен Свято-Никольский храм Петропавловской и Булаевской Епархии. При храме действует Воскресная учебно-воспитательная группа.

## Экономика
На территории сельского округа функционирует крупное сельскохозяйственное предприятие «Зенченко и К», 2 крестьянских и 1 фермерское хозяйства.
В округе работает 6 магазинов, пекарня, кондитерский цех, 2 цеха по изготовлению мебели, 1 аптека, 1 газозаправочная станция и 1 АЗС, работает парикмахерская.
Электроснабжение осуществляется от Бишкульской РЭС и от ветроэнергетических установок.
Теплоснабжение организаций и домов в селе Новоникольское осуществляется центральной котельной, в которой наряду с углем для топки используется биотопливо. Водоснабжение осуществляется по групповому водопроводу «Есиль Су». Во всех сёлах работают водозаборные колонки. Функционирует сотовая связь «Beeline», «Activ», «Теле-2».

## Состав
В состав округа входят такие населенные пункты:
| Населенный пункт        | Население, человек (1989) | Население, человек (1999) | население, человек (2009) |
| ----------------------- | ------------------------- | ------------------------- | ------------------------- |
| Новоалександровка, село | 432                       | 341                       | 265                       |
| Новоникольское, село    | 1166                      | 1233                      | 1238                      |
| Трудовое, село          | 268                       | 317                       | 295                       |